# Huapianus obater
Huapianus obater là một loài bướm đêm trong họ Geometridae.